# Santa Elena de Jamuz
Santa Elena de Jamuz è un comune spagnolo di 1 344 abitanti situato nella comunità autonoma di Castiglia e León.